# Howard I. Kushner
Howard Irvin Kushner (* 1943) je americký vysokoškolský pedagog a historik medicíny.
Působí jako profesor na Katedře behaviorálních věd a zdravotní výchovy Emory University poblíž Atlanty. Je autorem několika knih, z nichž česky vyšla kniha Tourettův syndrom. Kromě toho publikoval řadu časopiseckých článků o historii medicíny a nemocí, psychiatrie a neurologie, a též o prevenci a odvykání závislosti na kouření.
Sám sebe pojímá jako „aplikujícího historika medicíny“. Svou první přednášku s názvem „Řešení lékařských tajemství: Případ opětného spojení vědy a společnosti“ proslovil v Emory na jaře 1999. Použil v ní řadu případových studií z vlastní praxe, včetně studií o Touretteově syndromu a Kawasakiho nemoci, a ukázal, jak je důležité, aby vědci spolupracovali s odborníky z oblasti sociálních a humanitních věd, neboť jedině tak mohou plně pochopit chorobu nebo jakýkoliv vědecký problém.